# Berthold Rittberger
Berthold Rittberger (* 15. März 1975 in Tübingen) ist ein deutscher Politikwissenschaftler.
Der Sohn von Volker Rittberger studierte von 1996 bis 1998 Verwaltungswissenschaft sowie Internationale Beziehungen und Verwaltungsmanagement an der Universität Konstanz. An der London School of Economics and Political Science absolvierte er den Master of Science. Daran anschließend wurde er an der University of Oxford promoviert.
Bis September 2003 arbeitete er in Mannheim, zunächst am Mannheimer Zentrum für Europäische Sozialforschung (MZES) dann am Lehrstuhl für Politische Wissenschaft von Beate Kohler-Koch. Danach ging er zurück nach Großbritannien, wo er am Nuffield College der Universität Oxford als Research Fellow tätig war. Er hielt auch Vorlesungen am Birkbeck College der Universität London. Zurück in Deutschland war er Projektleiter am Mannheimer Zentrum für Europäische Sozialforschung. Zeitgleich wurde er 2005 zum Juniorprofessor an der Technischen Universität Kaiserslautern berufen. Seine Dissertation Building Europe’s Parliament wurde 2005 mit dem ‚Best Dissertation Prize‘ der European Union Studies Association (EUSA) ausgezeichnet. Seit Februar 2007 hat er die Professur für Politische Wissenschaft und Zeitgeschichte an der sozialwissenschaftlichen Fakultät der Universität Mannheim inne. Im September 2011 folgte er dem Ruf der LMU München und hat dort einen Lehrstuhl für Internationale Beziehungen am Geschwister-Scholl-Institut (GSI) für Politikwissenschaft inne. Rittberger ist Mitglied in der Deutschen Vereinigung für Politische Wissenschaft. Von 2005 bis 2010 war er Mitglied der Jungen Akademie.
Als Basketballspieler gehörte Rittberger 1991 in den C-Kader der deutschen Juniorennationalmannschaft an, außerdem war er von 1989 bis 1992 dem D-Kader der Baden-Württemberg-Auswahl. In der Saison 1992/93 der Basketball-Bundesliga gehörte Rittberger zum Kader des SV Tübingen 03.

## Schriften
Monografien
- Building Europe's Parliament. Democratic representation beyond the nation-state. Oxford University Press, Oxford u. a. 2007, ISBN 978-0-19-923199-7.
- Building Europe's parliament. Democratic representation beyond the nation-state. Oxford University Press, Oxford u. a. 2005, ISBN 0-19-927342-1.

Herausgeberschaften
- mit Frank Schimmelfennig: The constitutionalization of the European Union. Routledge, London u. a. 2007, ISBN 978-0-415-42089-1.
- mit Frank Schimmelfennig: Die Europäische Union auf dem Weg in den Verfassungsstaat.  Campus-Verlag, Frankfurt am Main u. a. 2006, ISBN 3-593-38181-8.